# امریکن پراید (قایق دو دگلی)
امریکن پراید (قایق دو دگلی) (به انگلیسی: American Pride (schooner)) یک کشتی است که طول آن ۱۳۰ فوت (۴۰ متر) می‌باشد. این کشتی در سال ۱۹۴۱ ساخته شد.